# Lagenipora echinacea
Lagenipora echinacea is een mosdiertjessoort uit de familie van de Celleporidae. De wetenschappelijke naam van de soort is voor het eerst geldig gepubliceerd in 1922 door Marcus.